# Jožef Carl
‎Jožef Carl, avstrijski jezuit, filozof in teolog, * 30. december 1706, Dunaj, † 8. marec 1776, Dunaj.
Bil je rektor Jezuitskega kolegija v Ljubljani (26. april 1756 - 28. maj 1759) in v Gradcu.